# Демачи, Адем
Адем Демачи (алб. Adem Demaçi; 26 февраля 1936, Приштина, Королевство Югославия — 26 июля 2018) — косовский писатель

 и политик албанского происхождения, политзаключённый. Провёл в заключении в общей сложности 28 лет за выступления против жестокого обращения с албанским меньшинством в Югославии, а также с критикой коммунизма и режима Иосипа Броз Тито. Во время заключения был признан Amnesty International узником совести, имеет прозвище «косовский Нельсон Мандела».
После освобождения он был председателем Совета защиты прав человека и основных свобод. В 1992 году был награждён престижной премией имени Сахарова Европейского парламента. Он был также номинирован на Нобелевскую премию мира в 1996 году. Герой Республики Косово (2010).
Адем Демачи был политическим представителем Армии освобождения Косова (АОК) в период 1998—1999 годов. Он остался в Косове во время войны.
Выступал в защиту прав косовских меньшинств. Был директором Радио и телевидения Косова (до 2004), председателем Союза писателей Косова (2005—2007). Остался в политике, был союзником Альбина Курти из партии Самоопределение.